# Kurrichanelijster
De kurrichanelijster (Turdus libonyanus) is een zangvogel uit de familie lijsters (Turdidae).

## Verspreiding en leefgebied
Deze soort telt 4 ondersoorten:
- T. l. tropicalis: van Burundi en Tanzania tot Mozambique.
- T. l. verreauxii: van Angola en zuidelijk Congo-Kinshasa tot noordelijk Botswana en westelijk Zimbabwe.
- T. l. libonyana: Botswana, noordelijk en noordoostelijk Zuid-Afrika.
- T. l. peripheris: zuidelijk Mozambique en oostelijk Zuid-Afrika.